# Čestný kříž civilní obrany
Čestný kříž civilní obrany (norsky Sivilforsvarets hederskors) je norské státní vyznamenání založené roku 2003.

## Historie a pravidla udílení
Medaile byla založena dne 6. listopadu 2003. Udílena je Ředitelstvím pro civilní ochranu a mimořádné události pracovníkům civilní obrany za výjimečný vynalézavý čin v nebezpečných podmínkách při snaze o prevenci ztrát na životech nebo poškození majetku.
V hierarchii norských vyznamenání se nachází na 17. místě a je ekvivalentní s Čestným kříže Norské policie a Čestným křížem obrany. Výše je v systému postavena Nansenova medaile za vynikající výzkum a níže pak Služební medaile obrany s vavřínovou ratolestí.

## Popis medaile
Medaile má tvar stříbrného kříže. Na přední straně jsou ramena kříže modře smaltovaná s bíle smaltovaným lemováním. Uprostřed je kulatý medailon s motivem lva s korunkou, který drží štít. Výjev tak odpovídá znaku civilní obrany. Zadní strana je stříbrná, bez smaltu. Uprostřed je nápis HONOR ET CARITAS.
Stuha je bílá se dvěma modrými proužky při obou okrajích.